# Sergio Molina Beloqui
Sergio Molina Beloqui (Madrid, España, 18 de febrero de 1996) es un futbolista español. Juega como centrocampista y su equipo es el F. C. Andorra de la Segunda División de España. 

## Trayectoria
Es un jugador formado en la cantera de la Escuela de Fútbol de Alcobendas y en 2005, con apenas 9 años ingresa en las categorías inferiores del Real Madrid para formar parte de su equipo benjamín. Molina iría quemando etapas en el conjunto blanco y formaría parte los equipos alevín, infantil, cadete y juvenil. 
En la temporada 2014-15, formaría parte del juvenil "A" del Real Madrid. 
El 4 de agosto de 2015, firma por el Stoke City Football Club y sería asignado a su equipo sub-21 de la Premier League 2.
El 30 de enero de 2017, firma por el Albacete Balompié de la Segunda División B de España, con el que disputa 3 partidos.
En la temporada 2017-18, Sergio es cedido al CDA Navalcarnero de la Segunda División B de España, en el que participa en 37 partidos.
El 27 de julio de 2018, firma por el Salamanca CF UDS de la Segunda División B de España, en calidad de cedido por el Albacete Balompié, en el que participa en 36 partidos.
El 23 de octubre de 2019, tras rescindir su contrato con el Albacete Balompié, se compromete en propiedad por el Salamanca CF UDS de la Segunda División B de España. En las dos temporadas en el conjunto del Helmántico, Sergio disputa un total 18 partidos en la primera de ellas (temporada 2019-20) y en la temporada 2020-21, juega 25 encuentros en los que anota 2 goles. 
El 22 de junio de 2021, firma por el F. C. Andorra de la Primera División RFEF.
En la temporada 2021-22, lograría el ascenso a la Segunda División de España, tras acabar en primera posición del Grupo II de la Primera División RFEF. Su aportación sería de 35 partidos en los que anotaría dos goles en liga y disputaría dos encuentros más en la Copa del Rey.

## Clubes
| Club                        | País       | Periodo         |
| --------------------------- | ---------- | --------------- |
| Stoke City Football Club II | Inglaterra | 2015-2017       |
| Albacete Balompié           | España     | 2017-2019       |
| CDA Navalcarnero (cedido)   | España     | 2017-2018       |
| Salamanca CF UDS (cedido)   | España     | 2018-2019       |
| Salamanca CF UDS            | España     | 2019-2021       |
| FC Andorra                  | Andorra    | 2021-Actualidad |